# Le Chevalier des neiges
Le Chevalier des Neiges, coneguda en anglès com The Knight of the Snows o The Knight of the Snow, és una pel·lícula muda francesa de 1912 dirigida per Georges Méliès.

## Trama
La princesa Azurine, filla del rei Majolic, està promesa amb el jove baró Gauthier, el cavaller de les neus. Just quan la cort reial celebra el compromís, són interromputs pel baró Hughes le Cruel, un pretendent al tron, que demana la mà d'Azurine. Els dos barons lluiten breument abans que Hughes marxi per consultar un bruixot, Alcofrisbas, que el posa en contacte amb forces demoníaques, inclòs el mateix Diable, Belphégor. Hughes, venent la seva ànima a Belphégor, disposa que l'Azurine sigui segrestada pels dimonis i l'empresonin. Belphégor i els seus dimonis acompanyants, amb l'ajuda d'un carruatge volador tirat per dracs, duen a terme el segrest i tanquen l'Azurine en un calabós llunyà.
Gauthier, decidit a salvar l'Azurine, consulta el bruixot. L'imparcial Alcofrisbas el posa en contacte amb forces sobrenaturals del bé, que li proporcionen una rosa màgica per protegir-lo, així com un viatge en vaixell fins al calabós. Utilitzant el seu enginy i ajuda sobrenatural, Gauthier aconsegueix trobar Azurine i rescatar-la, portant-la de tornada a la cort de Majolic enmig de molta alegria. Hughes està a punt de ser penjat per la seva traïció quan apareix Belphégor i, recordant-li que la seva ànima ja s'ha venut, l'arrossega directament a l'Inframón.

## Producció
La pel·lícula va ser realitzada per Méliès a la tardor de 1912; el seu títol provisional inicial era La Fée Carabosse, que Méliès havia utilitzat anteriorment com a títol francès d'una pel·lícula de 1906, La Fée Carabosse ou le Poignard fatal. El mateix Méliès interpreta a Belphégor, i un escenari supervivent registra els noms de tots els personatges principals: el baró Gauthier (el cavaller de les neus), el baró Hugues le Cruel (l'home vestit de negre, un pretendent al tron), l'Azurina, filla del rei Majolic (la princesa), Alcofrisbas (el bruixot) i Belphégor (el diable).
Le Chevalier des Neiges, la penúltima pel·lícula de Méliès, va ser l'última que va completar el 1912; la producció de Le Voyage de la famille Bourrichon va començar aquell any, però sembla que es va interrompre després que només es filmessin unes poques escenes. La pel·lícula també és l'últim Méliès fet a l'estil féerie, la seva darrera pel·lícula amb temes faustians, i l'última de moltes pel·lícules en què Méliès va aparèixer com el Diable. Els temes i efectes de la pel·lícula recorden molts de les anteriors pel·lícules de Méliès El regne de les fades i Le Palais des mille et une nuits. Méliès havia utilitzat anteriorment el nom d'Azurine, la princesa segrestada a la pel·lícula, per a la princesa segrestada a El regne de les fades. A més, molts accessoris i elements escènics es van reutilitzar d'altres pel·lícules de Méliès, inclòs el titella de drac de La Fée Carabosse ou le Poignard fatal i la serp mecànica de La Légende de Rip Van Winkle.
Com les altres cinc de les darreres pel·lícules de Méliès, Le Chevalier des neiges es va fer sota contracte amb l'estudi Pathé Frères. Es van utilitzar dues càmeres Pathé simultàniament per gravar aquestes pel·lícules, una d'elles probablement manejada per la filla de Méliès, Georgette, que havia estat operant càmeres per a ell des de 1902. Les tècniques d'edició de continuïtat abruptament lineals a la pel·lícula eren habituals el 1912, però són notablement diferents de l'estil de tall habitual de Méliès, la qual cosa implica fortament que la pel·lícula va ser completament retallada pel director de Pathé Ferdinand Zecca abans de l'estrena. La pel·lícula té un ritme més lent que les obres anteriors de Méliès, amb més supernumeraris i més temps dedicat a justificar efectes màgics i maquinària escènica. La pel·lícula de Méliès Cendrillon ou la Pantoufle mystérieuse, feta el mateix any, té un ritme similar i evidències similars de retallat per Zecca.
A part d'aquestes concessions a Pathé, la pel·lícula es fa amb l'estil teatral que Méliès havia utilitzat contínuament per a les seves pel·lícules de ficció des de la dècada de 1890, amb acció presentada majoritàriament en sèries de tableaux teatrals. Els efectes especials a la pel·lícula es van crear amb maquinària escènica, pirotècnia, escamoteig, superposició i fosa.

## Llançament i recepció
La pel·lícula, anunciada per Pathé Frères com a féerie fantastique enfantine, es va anunciar a Ciné-Journal el 8 de febrer de 1913, i es va presentar al cinema Omnia Pathé de París del 21 al 27 del mes.
Jack Zipes, en una descripció de la pel·lícula, assenyala que "Méliès sembla que s'ha quedat sense força i alegria en aquesta féerie de vint minuts. Hi ha molt pocs tocs còmics... No obstant això, [és] és una pel·lícula de contes de fades molt unida que mostra a Méliès com un mestre àgil". Zipes afegeix que la pel·lícula pot tenir matisos autobiogràfics, amb l'innovador individualista Méliès intentant defensar el seu estil de "les forces fosques del cinema corporatiu".